# La Sabotterie
La Sabotterie je francouzská obec v departementu Ardensko v regionu Grand Est. V roce 2014 zde žilo 96 obyvatel.

## Poloha obce
Sousední obce jsou: Chagny, Jonval, Lametz, Marquigny, Suzanne a Tourteron.

## Vývoj počtu obyvatel
Počet obyvatel